# Denis Ettighoffer
Denis Ettighoffer, né le 6 avril 1943 à Lourdes, est un des spécialistes français dans l’étude projective de l’impact des technologies de l'information et de la communication (TIC). Ses contributions portent sur l'influence des TIC sur l'évolution des sciences de l'organisation et de l'économie, notamment dans le domaine de la bureautique.

## Vie privée et formation initiale
Ainé de cinq enfants, l’impécuniosité de sa famille l’oblige à suivre une filière technique courte. À 17 ans il obtient un CAP mécanicien automobile et passe - dans l’armée de l’air - les certificats et brevets de mécanicien avion. Il quitte l’armée et pratique plusieurs petits métiers avant de trouver sa voie et de reprendre des études supérieures à l’âge de 36 ans. Il aura lui-même six enfants : quatre d’un premier mariage et deux d’un second.

## Carrière: Entre salariat et entrepreneur
En 1965 il entre à la SEREB (Société d’études et de réalisations d’engins balistiques), future Aérospatiale. En 1969, il crée les ACAI (Ateliers de création artistique et industrielle). Il dépose plusieurs brevets et développe en trois ans son propre réseau d’entreprises sous-traitantes sur toute la France. À partir de 1969 (et jusqu'en 2012) il crée, administre ou redresse une dizaine d’entreprises.
Devenu « ingénieur d’affaires grands comptes », il occupe en 1973 des fonctions de support(« vertical market » : études d’applications de la bureautique), et de responsable du département Bureautique (chez Kalle Infotec, Rank Xerox, iX Conseil). Membre puis vice-président du collège bureautique de l'Association française de cybernétique économique et technique (AFCET), il organise des rencontres nationales sur les impacts des TIC et sur la modernisation des administrations françaises.
En 1981, à 38 ans, la direction générale de « CSB Bureautique » (filiale commune à Capgemini et Bossard Consultants) le lance définitivement dans le monde du conseil. En 1983, l'entreprise est absorbée par Bossard Consultants : promu directeur du développement pour les NTIC et senior partenaire (1985-1992), ses missions concernent l’utilisation stratégique des technologies de l’information. À ce titre, il contribue à la modernisation d’administrations centrales (Finances, Équipement, entre autres) et à la mise en œuvre de l’informatique, de la bureautique et de la télématique au sein de nombreuses entreprises et collectivités territoriales. Enfin, il est membre de la commission Thierry-Breton sur le télétravail et les téléservices pour l’aménagement du territoire.

## En 1992: Création d'Eurotechnopolis Institut
Il crée le think tank Eurotechnopolis Institut alors qu’il quitte le groupe Bossard Consultants et édite son premier livre. Dès l’origine  Eurotechnopolis Institut travaille avec le soutien de grandes entreprises. Denis Ettighoffer y organise des conférences sur l’avenir et l’impact des TIC sur la société, le travail, l’entreprise et l’économie. Eurotechnopolis Institut est à l’origine de nombreux projets innovants : 
- En 1993, première banque en ligne Citelis au Crédit mutuel de Bretagne.
- En 1994, projet CyberPoste[3] à la Poste ; il s’agit des premiers bureaux de poste reliés à Internet.
- La même année, mise en œuvre du premier centre d’affaires et de services partagés, le Telespace de Villard-de-Lans, dédié à l’aménagement du territoire[4].
- En  1995, dans le cadre d’un projet européen réunissant Eurotechnopolis Institut, Lotus (Projet Inter-Communauty), le Groupe IGS, la City University of London et IBM, lancement du premier campus virtuel européen : le CVE.

En 1999, il crée le premier incubateur virtuel, qu’il cèdera à la région Poitou-Charentes. En 2002 : il met au point le prototype de Virtual Business Center : HttpCorp.com, un centre virtuel d’affaires et de services à distance à l’intention des professions libérales, consultants et travailleurs indépendants, concept aujourd’hui repris par Entreprise facile. Il vend Eurotechnopolis Institut en 2006.
Denis Ettighoffer est aujourd’hui membre correspondant de l'Académie de l'Intelligence Économique, contributeur de plusieurs blogs. Il  s’intéresse à la politique sociale, économique et aux stratégies des États en matière de développement dans une économie numérique. Il exerce encore des activités de conférencier.

## En 2008: Création du blog "Ettighoffer Digital Campus"
Dans le blog Ettighoffer Digital Campus, Denis Ettighoffer continue ses contributions sur l’influence des TIC dans notre société. Une de ses propositions les plus significatives est celle du droit à l'oubli,, qui deviendra une loi.
Il insiste depuis le début des années 2000 sur la  remise en question des référentiels traditionnels sous la triple influence de la croissance de l’économie immatérielle, la numérisation du monde et la diffusion accélérée des infrastructures des télécommunications. Il rappelle l’importance de la création de la valeur par l'innovation organisationnelle. Plus que la puissance technologique et la quantité d’investissements dans les TIC, c’est la qualité des organisations, l’efficacité globale, qui, pour les organisations, comme pour les États, feront la différence dans un contexte hyper concurrentiel.
Il reste un fervent défenseur du Copyleft. Selon lui, les TIC ont modifié les règles d’accès aux œuvres et la société doit urgemment moderniser son système de rémunération des artistes.
En 1998, il lance le concept de « efertilisation », de cocréation ou coïnnovation afin de favoriser le développement d’une nouvelle économie qui est celle des Idées.
Depuis 1994, Il plaide pour un investissement massif dans les  industries de la simulation considérant qu’elles seront au XXIe siècle ce qu’a été l’industrie automobile au XXe siècle. Une réflexion associée à l’importance croissante de l'économie "low cost", avec le démarrage d’un nouveau cycle social et économique caractérisé par un objectif d’éco-efficience globale rendu possible par les industries du numérique. Pour Denis Ettighoffer, la substitution progressive des « esclaves mécaniques » par des « esclaves numériques » sera un facteur clé pour réduire nos dépenses énergétiques et fortifier notre compétitivité vis-à-vis des pays en fort développement.
Fin des années 1980, alors que la spéculation sur les actifs immatériels, la guerre des brevets et du copyright ne cesse de s’intensifier, il insiste sur les différentes façons d'aborder les spécificités de l'économie immatérielle, pour créer de la valeur et pour se protéger des risques de perte de certains actifs immatériels. Dès le milieu des années 1990 il évoque une crise des référentiels pour illustrer les difficultés d'adaptation des organisations aux enjeux clés de l'économie quaternaire. Au début des années 2000, avec la fin des effets frontières du fait des TIC, il met en évidence l'importance de la formation des réseaux savants et des zones innovation, en observant que nous passons de la spécialisation des territoires à celle des réseaux, ce qui aura des conséquences majeures sur la conduite du développement économique.
Ses apports sont repris dans des articles qui participent à la réflexion stratégique de l'entreprise.